# Doftnattljus
Doftnattljus (Oenothera stricta) är en dunörtsväxtart. Doftnattljus ingår i släktet nattljussläktet, och familjen dunörtsväxter.

## Underarter
Arten delas in i följande underarter:
- O. s. altissima
- O. s. stricta

## Bildgalleri

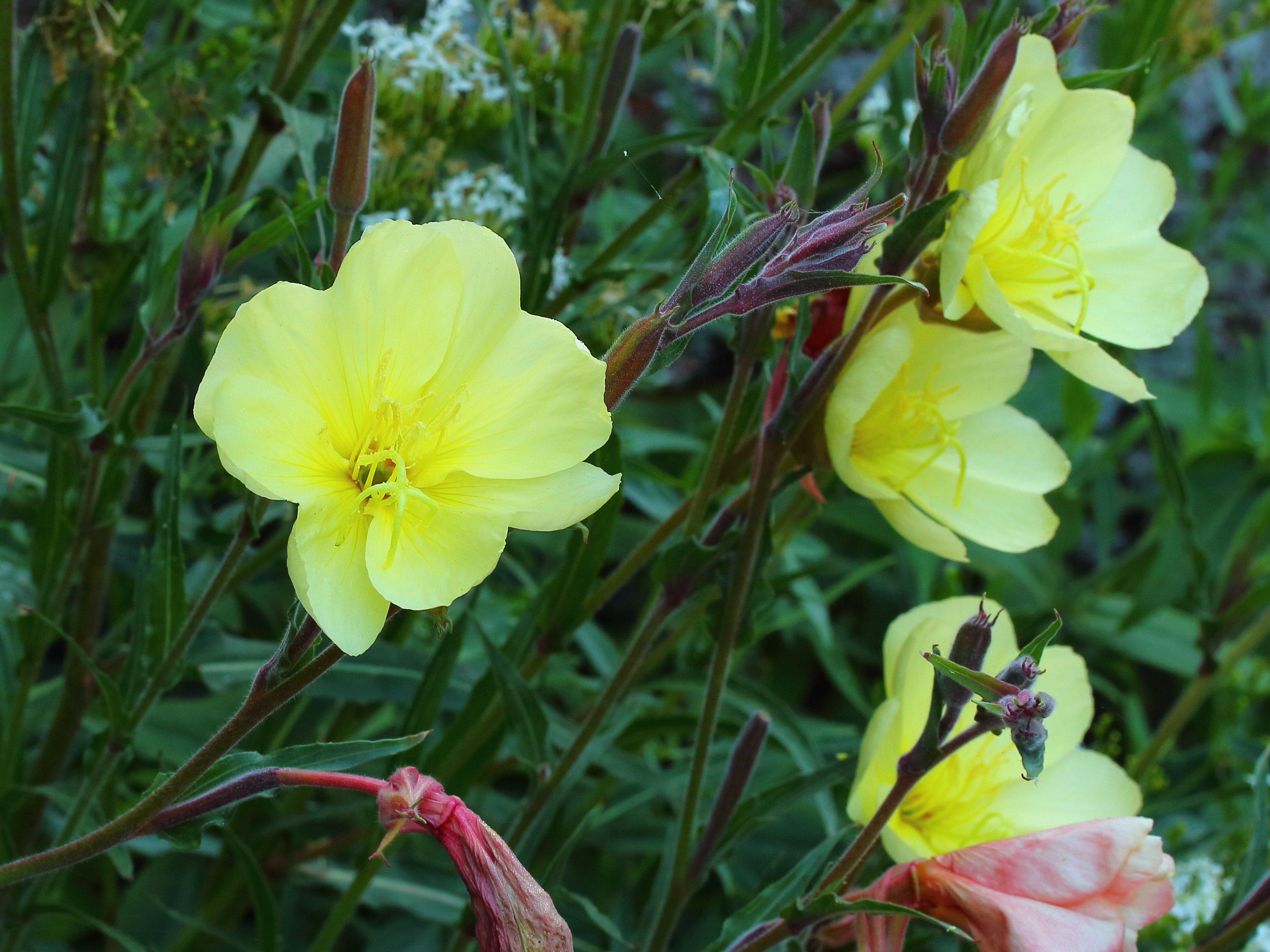
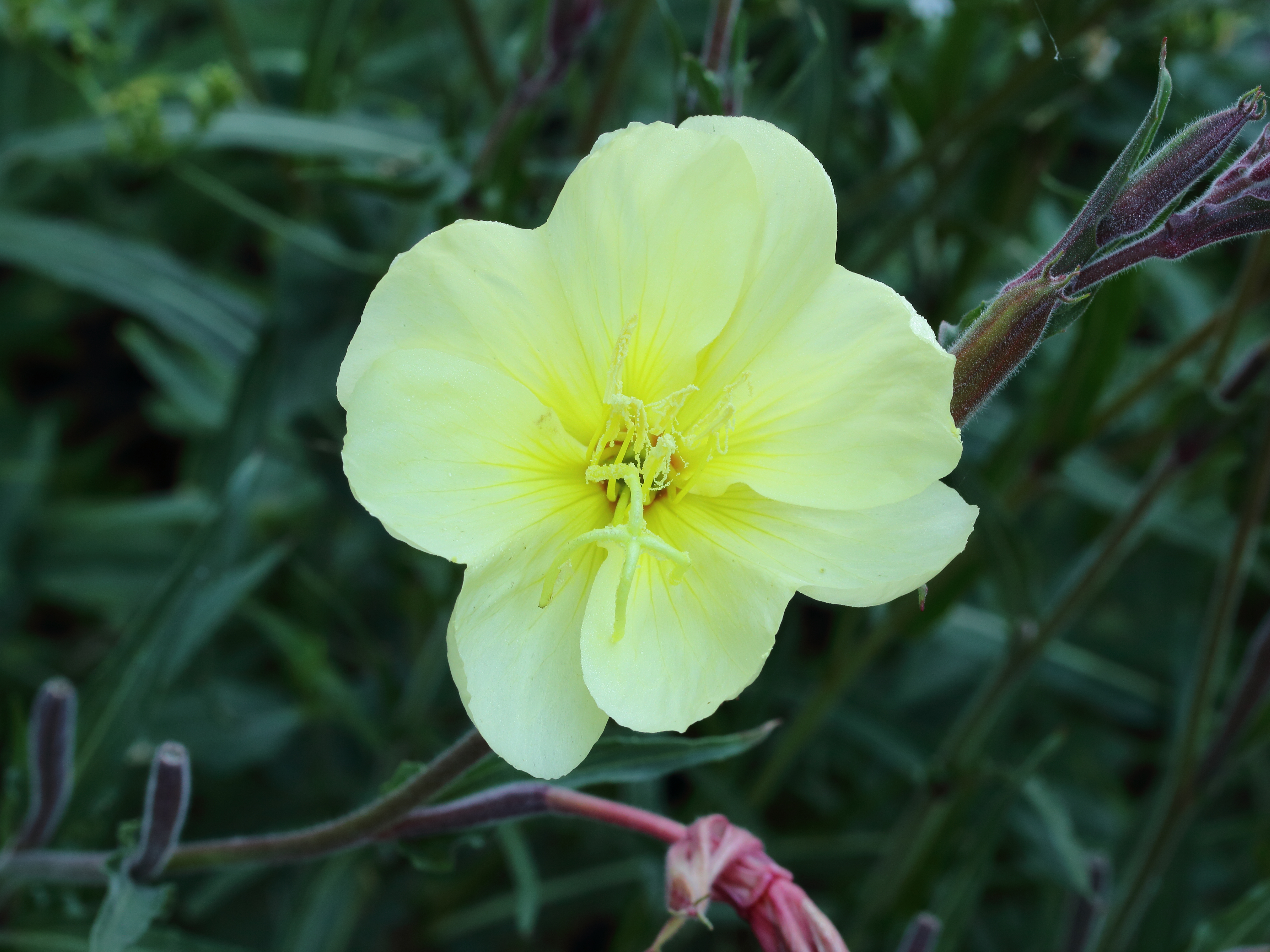
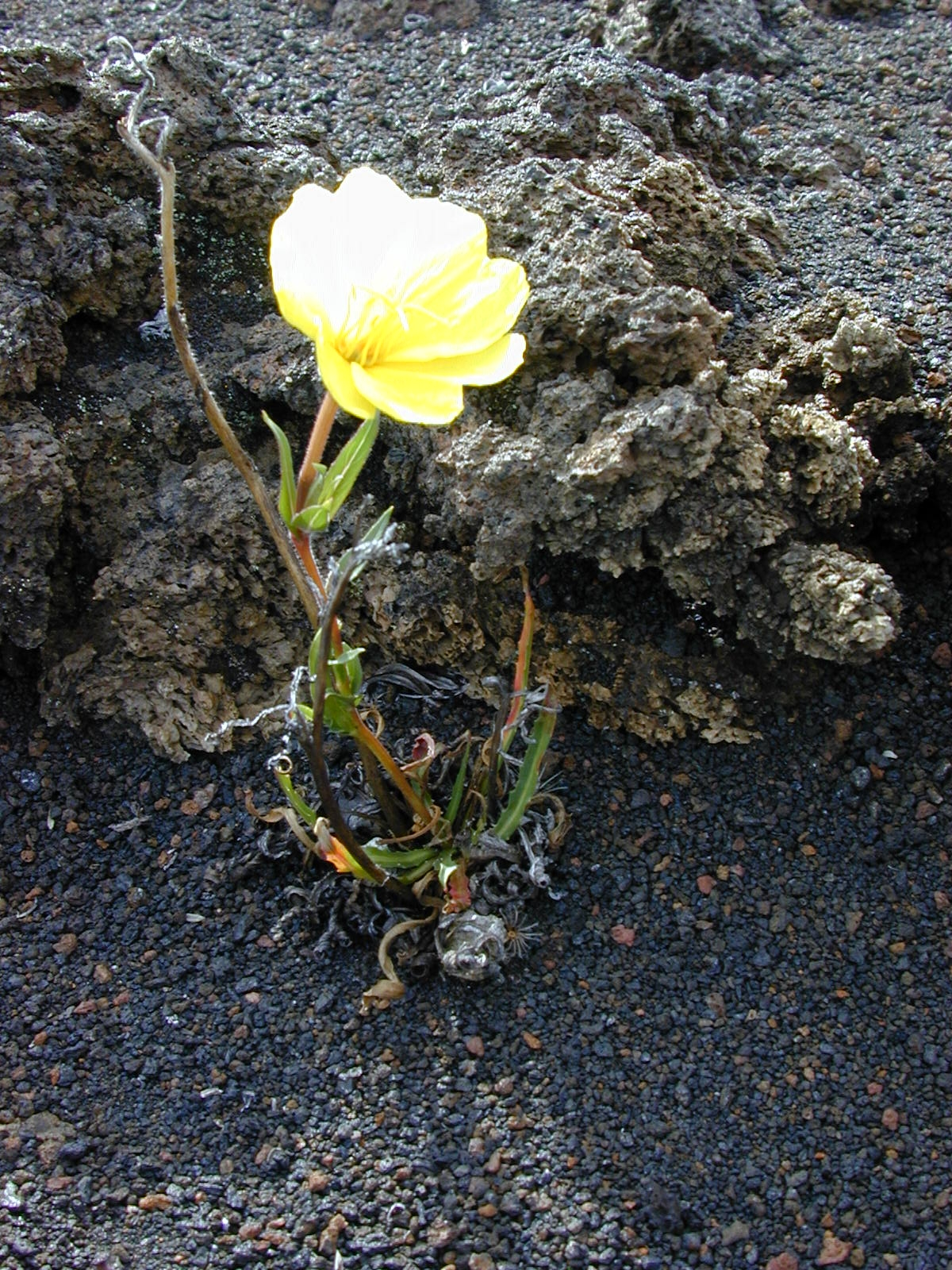
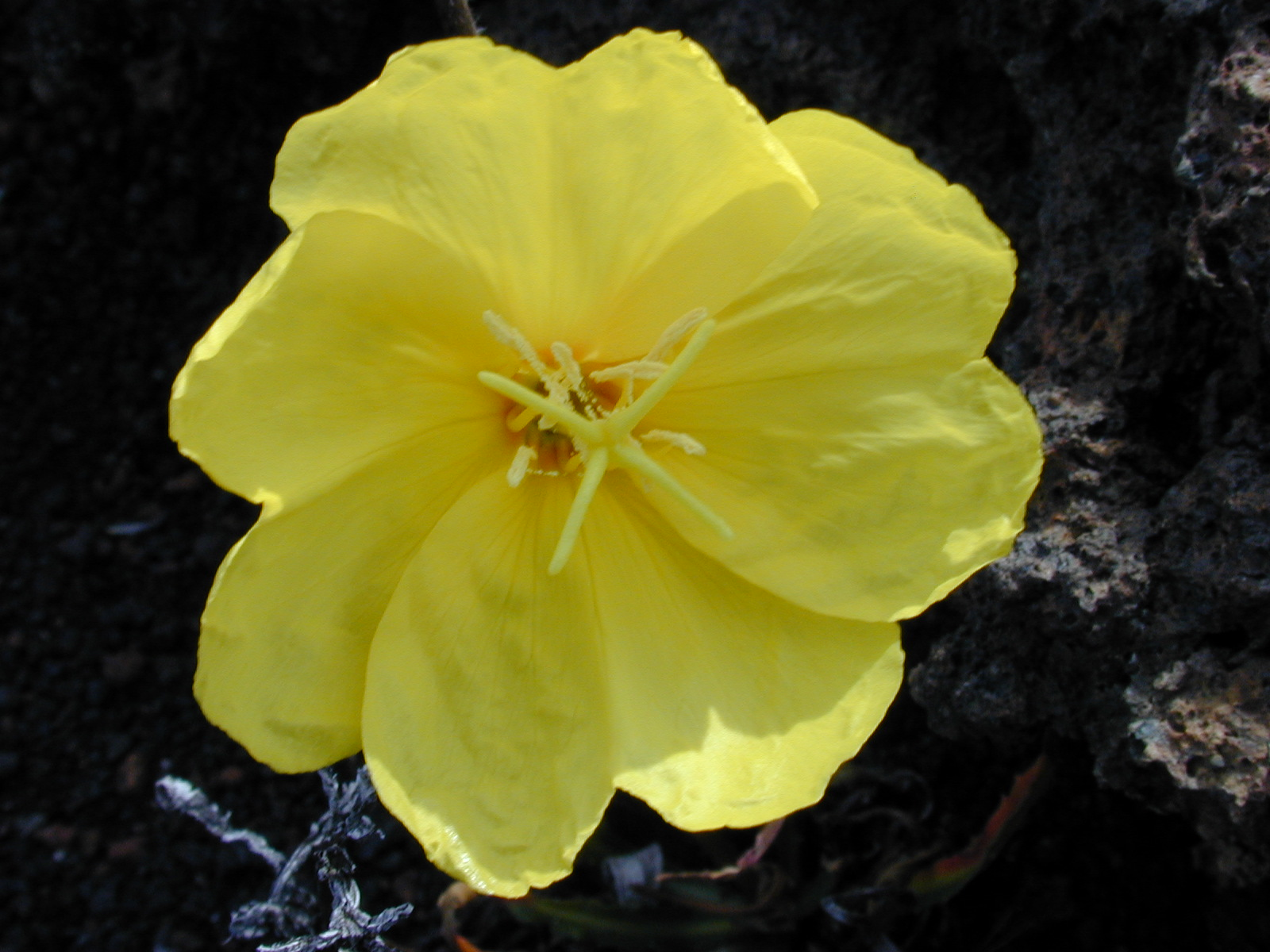